# Survilliers
Survilliers és un municipi francès, situat al departament de Val-d'Oise i a la regió d'Illa de França. L'any 1999 tenia 3.654 habitants.
Forma part del cantó de Goussainville, del districte de Sarcelles i de la Comunitat d'aglomeració Roissy Pays de France.

## Situació
Survilliers es troba a la plana de França, uns 30 km al nord de París i al límit entre la Val d'Oise i l'Oise.

## Administració
Survilliers forma part del cantó de Luzarches, que al seu torn forma part de l'arrondissement de Sarcelles. L'alcalde de la ciutat és Arnaud de Saint-Salvy (2001-2008).

## Història
El germà petit de Lluís Napoleó Bonaparte, Josep Bonaparte, visqué al castell de Survilliers, i va prendre el sobrenom de Comte de Survilliers quan fugí cap al nord durant la Restauració Francesa.

## Llocs d'interès
- L'església de Saint-Martin data del segle xii i és un monument històric.